# Jean-Baptiste Timothée Baumes
Jean-Baptiste Timothée Baumes (ou Baumès) est un professeur de médecine français né à Lunel le 20 janvier 1756, et mort à Montpellier le 19 juillet 1828.

## Biographie
Il a été élève du collège de Sorèze à partir de 1763. Il poursuit des études de médecine à l'université de Montpellier où il est reçu docteur.
Il y obtient une chaire de médecine en 1790. Il s'intéressait surtout aux maladies infantiles.
En 1802, il est professeur de pathologie, météorologie et de nosologie de l'École de médecine de Montpellier, secrétaire perpétuel de l'Institut de santé et de salubrité du Gard, membre des sociétés de médecine de Paris, Bordeaux, Marseille, du lycée du Gard et du Vaucluse, président de la Société de médecine pratique de Montpellier.
Il a essayé d'établir une théorie pathologique fondée sur la chimie, mais son système a trouvé peu de partisans.
Il a publié de nombreux ouvrages, des éloges parmi lesquels celui de Paul-Joseph Barthez, des Mémoires couronnés par la Faculté de médecine de Paris, et des articles dans le journal de médecine de Montpellier.

## Publications
- Mémoire qui a remporté le prix, au jugement de la Faculté de médecine de Paris, le 29 décembre 1785, sur la question proposée en ces termes : Décrire l'ictère des nouveau-nés et distinguer les circonstances où cet ictère exige le secours de l'art et celles où il faut tout attendre de la nature, chez Castor Belle, Nismes, 1788 (lire en ligne)
- Mémoire qui a remporté le prix, au jugement de la Faculté de médecine de Paris, le 22 novembre 1787, sur la question proposée en ces termes : "Décrire la maladie du mésentère propre aux enfans que l'on nomme vulgairement "carreau" ; l'envisager dès son principe ; rechercher les causes qui la produisent et exposer... les moyens de la prévenir et ceux de la guéri, chez Castor Belle, Nismes, 1788 (lire en ligne)
- Mémoire qui a remporté le prix, en 1789, au jugement de la Société royale de médecine de Paris, sur la question proposée en ces termes "déterminer par l'observation quelles sont les maladies qui résultent des émanations des eaux stagnantes et des pays marécageux, soit pour ceux qui habitent dans les environs, soit pour ceux qui travaillent à leur desséchement, et quels sont les moyens de les prévenir et d'y remédier, chez C. Belle, Nîmes, 1789 (lire en ligne)
- De l'usage du quinquina dans les fièvres rémittentes, Paris, 1790
- Méthode de guérir les maladies suivant qu'elles paroissent dans le cours de l'année médicinale, et observations sur les maladies aiguës et chroniques, accompagnées de l'ouverture des cadavres, faits dans l'Hôpital civil et militaire de Montpellier, chez G. Izar et A. Ricard, Montpellier, An II (1793/1794)
- Essai d'un système chimique de la science de l'homme, chez J.B. Guibert, Nismes, an VI (1798) (lire en ligne)
- Fondemens de la Science Méthodique des Maladies, pour servir de suite à l'essai d'un système chimique de la science de l'homme, et d'introduction à la nosologie clinique que va bientôt publier le même Auteur, Montpellier, 1801-1802 (4 volumes) tome 1, tome 2, tome 3, tome 4
- Discours sur la dignité et les avantages des réunions académiques, prononcé à l'ouverture de la première séance de la Société de médecine pratique de Montpellier, le 15 floréal an X, chez Jean-Germain Tournel, Montpellier, 1802 (lire en ligne)
- Traité sur le vice scrophuleux et sur les maladies qui en proviennent ; précédé d'une discussion critique de quelques ouvrages qui ont quelque rapport avec ceux de l'auteur, chez Méquignon, Paris, 1805 (lire en ligne
- Histoire de la Société de médecine pratique de Montellier, 1804-1805 (5 volumes)
- Traité de la phthisie pulmonaire, connue vulgairement sous le nom de maladie de poitrine : ouvrage que la Société royale de Médecine de Paris couronna en 1783, tome 2, chez Méquignon, Pris, 1805 tome 1, tome 2
- Traité des convulsions dans l'enfance, de leurs causes, et de leur traitement , chez Méquignon, Paris, 1805 (lire en ligne)
- Traité de l'ictère ou jaunisse des enfans de naissance ; ouvrage couronné en 1785 par la Faculté de médecine de Paris, chez Méquignon l'aîné, Paris, 1806 (lire en ligne)
- Traité de la première dentition et des maladies souvent très-graves qui en dépendent  ; ouvrage que la Société royale de médecine de Paris couronna en 1782, et dans lequel on trouve la meilleure manière de conduire et d'élever les enfans de naissance, chez Méquignon, Paris, 1806 (lire en ligne)
- Traité élémentaire de nosologie, contenant use exacte classification de toutes les maladies, soit internes soit externes; la bibliographie des genres et des espèces, qui les constituent, des tables analytiques à la fin de chaque ouvrage, et une table alphabétique générale à la fin de l'ouvrage, chez Crochard libraire, Paris, 1806, tome 1, tome 2, tome 3, tome 4
- Traité de l'amaigrissement des enfans, accompagné de l'élévation et de la dureté du ventre; maladie du mésentère, vulgairement connue sous le nom de carreau, chez Méquignon l'aîné libraire, Paris, 1806 (lire en ligne)
- Éloge de Paul-Joseph Barthez, de l'imprimerie de Jean-Germain Tournel, Montpellier, 1807 (lire en ligne)
- De l'instruction publique dans ses rapports avec l'enseignement des sciences et arts appelés libéraux, en général, et de la médecine en particulier, chez Tournel, Montpellier, 1814
- Traité des fièvres remittentes et des indications qu'elles fournissent pour l'usage du quinquina, chez Sevalle libraire, Montpellier, 1821, tome 1, tome 2
- avec Jean-César Vincens, Topographie de la ville de Nismes, imprimerie de la veuve Belle, Nismes, 1802 (lire en ligne)